# Алексеєвська (Верхнєтоємське сільське поселення)
Алексеєвська (рос. Алексеевская) — присілок в Верхньотоємському районі Архангельської області Російської Федерації.
Населення становить 11 осіб. Входить до складу муніципального утворення Верхньотоємський муніципальний округ.

## Історія
До 1 червня 2021 року входило до складу муніципального утворення Верхньотоємське муніципальне утворення.

## Населення
| 2002 | 2010 | 2012 |
| ---- | ---- | ---- |
| 15   | ↘8   | ↗11  |